# Clare Winsten

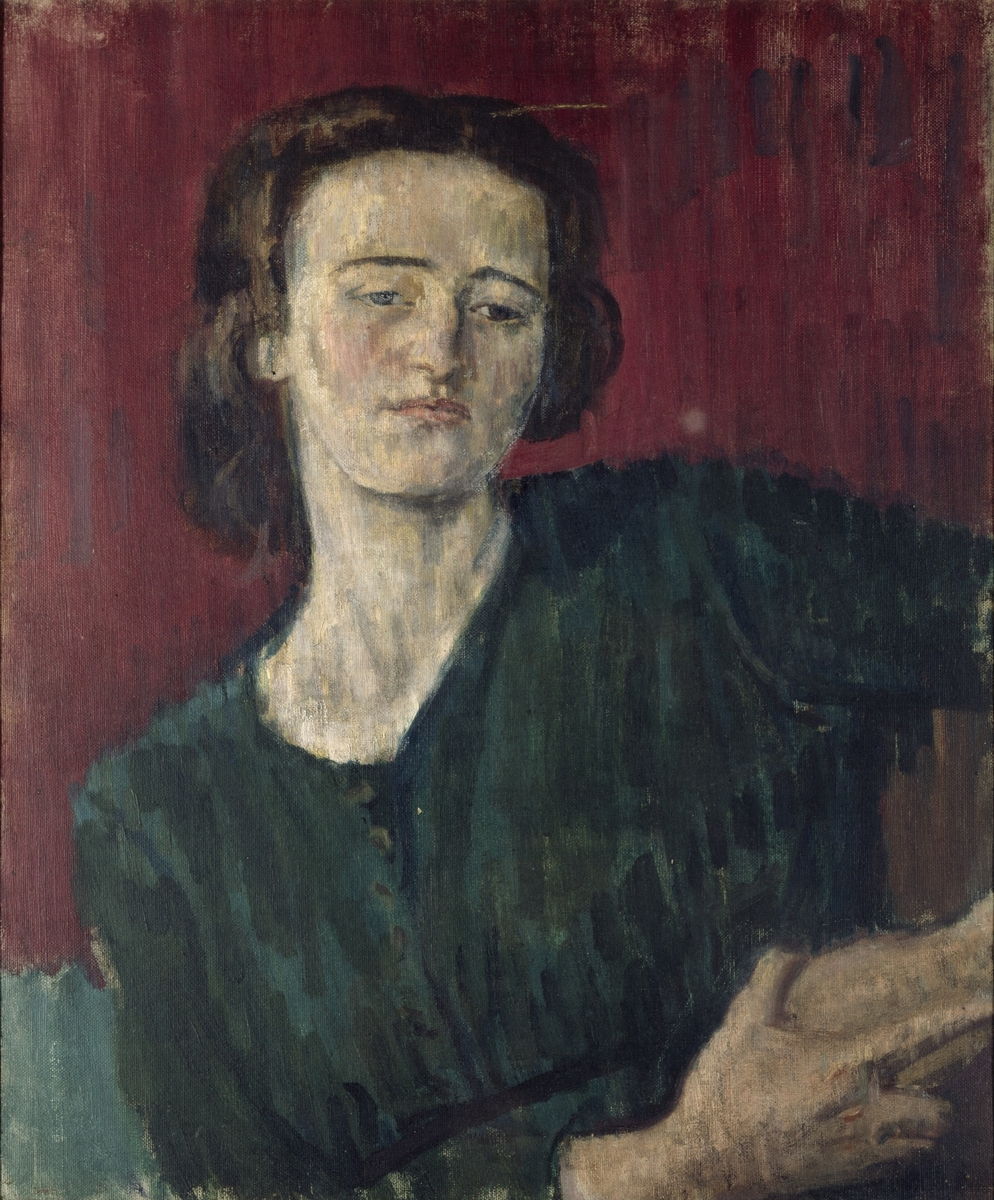
Clare Winsten, porträtiert 1916 von Isaac Rosenberg

Clare Winsten, geborene Birnberg (* 1894; † 1989) war eine englische Illustratorin, Zeichnerin und Bildhauerin. Sie war mit dem Künstler Stephen Winsten verheiratet. Als Jüdin geboren, wurde sie mit ihrem Mann zusammen Quäker.

## Leben
Clare Winsten studierte von 1910 bis 1912 an der Slade School of Fine Art. An der Slade School studierte sie mit Isaac Rosenberg und David Bomberg und durch sie wurde sie zum einzigen weiblichen Mitglied der Whitechapel Boys. 1914 war sie die einzige Frau, die an der Ausstellung der Post-Impressionisten Twentieth Century Art: A Review of Modern Movements in der Whitechapel Art Gallery beteiligt war.
Skulpturen von Clare Winsten stehen unter anderem in der Toynbee Hall in Whitechapel und eine der Heiligen Johanna befindet sich im Garten des Hauses von George Bernhard Shaws in Ayot St. Laurence in Hertfordshire, wo Shaw und die Winstens Nachbarn waren. Clare Winsten illustrierte auch Shaws Boyant Billions: A Comedy of No Manners in Prose (1949).